# Malla naturreservat
Malla naturreservat är ett naturreservat i Mallafjällen, intill Skanderna, nordväst om sjön Kilpisjärvi. Det ligger i Enontekis kommun i Lappland i norra Finland. Malla skyddades 1916 och är Finlands äldsta naturskyddsområde. Den finländska sidan av Treriksröset på gränsen mellan Finland, Norge och Sverige ingår i naturreservatet.
Närmsta orten är den finländska byn Kilpisjärvi vid sjön Kilpisjärvi. Från orten går Nordkalottleden genom naturreservatet till Treriksröset, på en sträcka av ungefär tio kilometer. Turistbåten m/s Malla trafikerar sjön mellan byn och Koltaluokta vid nordvästra stranden, i Sverige.